# Gare de Nogent-sur-Vernisson
Gare de Nogent-sur-Vernisson vasútállomás Franciaországban, Nogent-sur-Vernisson településen.

## Vasútvonalak
Az állomást az alábbi vasútvonalak érintik:
- Moret–Lyon-vasútvonal

## Kapcsolódó állomások
A vasútállomáshoz az alábbi állomások vannak a legközelebb:
- Gare de Gien (Lyon-Perrache pályaudvar)
- Gare de Montargis (Gare de Moret - Veneux-les-Sablons)